# Xiao Jiaruixuan
Xiao Jiaruixuan (chinesisch 肖嘉芮萱; * 4. Juni 2002) ist eine chinesische Sportschützin.

## Erfolge
Xiao Jiaruixuan nahm an den Olympischen Spielen 2020 in Tokio teil, bei denen sie mit der Sportpistole antrat. Sie qualifizierte sich als Zweite mit 587 Punkten für das Finale, in dem sie 29 Punkte erzielte. Mit dieser Punktzahl belegte sie hinter der siegreichen Russin Witalina Bazaraschkina und Kim Min-jung aus Südkorea den dritten Platz und gewann damit die Bronzemedaille.
Bereits 2017 wurde sie bei den Juniorinnen mit der Luftpistole Asienmeisterin.